# 火热的马铃薯
《火热的马铃薯》是Pukka Games开发，BAM! Entertainment发行于Game Boy Advance的益智游戏。游戏于2010年6月在欧洲推出，次月在北美推出。
在游戏中，玩家必须模拟驾驶车辆，清理路上的外星马铃薯生物。马铃薯分为不同的颜色，玩家要射出一排外星马铃薯，让相同颜色的马铃薯接触抵消。游戏获得评论的偏上评价，在GameRankings和Metacritic的汇总得分分别为66%和74/100。

## 玩法
玩家在遊戲中控制一輛巴士在充斥外星土豆的路上。巴士載有外星雌性土豆，玩家一次向车前射出一排土豆，以清理路上的外星土豆。土豆分为红蓝二色，颜色相似 的土豆接触就会一起消除，但颜色相异时，射出的土豆就碰住后停在路上。道路会不断向下滚动，故玩家必须将道路清理出可让巴士通过的宽度。玩家撞上过多土豆 就会失去生命，从而让游戏提前结束。
《火热的马铃薯》有7个任务和7个分数挑战。任务模式玩家中需要清理一定量的外星生物。该模式有多种外星生物，玩家需要清除足够量的游戏指定生物。分数挑战模式则需玩家清理马铃薯，达到预先设定的分数目标。若玩家在一定时间内完成任务，游戏就会解锁长于一般关卡的奖励关卡。

## 开发
《火热的马铃薯》在 Pukka Games接手开发前，就已由游戏设计师Dima Pavlovsky制作了四年多。游戏射击模仿了《俄罗斯方块》的成功：那令人上瘾的创造性谜题设计。Pukka为游戏加入了关于土豆外星生物的幽默故事，并赋予游戏“魅力”。游戏在E3 2001上首次展出。

## 评价
| 汇总媒体     | 得分              |
| ------------ | ----------------- |
| GameRankings | 66%（12篇评论）   |
| Metacritic   | 74/100（7篇评论） |

| 媒体      | 得分      |
| --------- | --------- |
| AllGame   | 3.5/5颗星 |
| Eurogamer | 8 / 10    |
| GameSpot  | 7.7 / 10  |
| IGN       | 8 / 10    |

《火热的马铃薯》获得媒体偏肯定的评价，其在评论汇总网站GameRankings和Metacritic的得分分别为66%和74/100。Eurogamer的John Bye称本作是一款“有趣”的游戏，会讨孩子喜欢。IGN的Craig Harris认为游戏出奇有趣，能取悦电子游戏中一个独特的利基市场。他称游戏未能引导玩家领会要点，只得让玩家自己明白玩法。Allgame的Jay Semerad指出，游戏大量的挑战让其重玩价值更高。GameSpot的Frank Provo称赞游戏的画面和音效，并称它们提升了游戏体验。他称游戏并不像同期其他益智游戏般令人上瘾，但仍对游戏表示称赞。《纽约时报》的Bob Tedeschi称， Toys 'R' Us起初不决定销售《火热的马铃薯》，但看到游戏可能大卖后决定存货。一些评论认为美版游戏39.99美元的售价太贵了。